# Fantaisie sous-marine
Pour plus de détails, voir Fiche technique et Distribution.
Fantaisie sous-marine (Fantasia sottomarina) est un court métrage italien réalisé par Roberto Rossellini et sorti en 1939.

## Synopsis
L'histoire, qui se déroule dans l'aquarium du réalisateur, est celle d'une daurade aux prises avec diverses aventures : elle échappe aux tentacules d'une pieuvre, qui se bat ensuite avec deux murènes ; alors qu'elle est sur le point de prendre le dessus sur les deux murènes, la dorade convoque des mulets, des crabes et d'autres minuscules habitants de l'aquarium, qui se joignent au combat et parviennent à vaincre la pieuvre.

## Fiche technique
- Titre français : Fantaisie sous-marine[1]
- Titre original italien : Fantasia sottomarina[2]
- Réalisation : Roberto Rossellini
- Scénario : Roberto Rossellini
- Photographie : Rodolfo Lombardi (it)
- Montage : Marcella De Marchis
- Musique : Edoardo Micucci
- Société de production : Scalera Film
- Pays de production :  Royaume d'Italie
- Langue originale : italien
- Format : Noir et blanc - 1,37:1 - Son mono - 35 mm
- Genre : Film expérimental
- Durée : 11 minutes
- Dates de sortie :
  - Royaume d'Italie : août 1939 (Mostra de Venise 1939) ; 12 avril 1940 (sortie nationale)

## Distribution
- Guido Notari (it) : commentaire (voix hors champ)

## Production
Roberto Rossellini a tourné ce court métrage avec sa femme Marcella De Marchis en 1939 dans leur villa de Ladispoli, considéré comme la première œuvre écrite et réalisée par le réalisateur.